# McMinnville (Oregon)
McMinnville je město v severozápadním Oregonu v okrese Yamhill County s 30 125 obyvateli. Město je pojmenované po domovském městě svého zakladatele Williama T. Newbyho (1820–1884), McMinnville. Nachází se na soutoku severní a jižní větve Yamhill River v údolí Willamette Valley. Nachází se 56 km jihozápadně od Portlandu. Sídlí zde Linfield College a letecké muzeum Evergreen Aviation Museum, kde vystavují například prototyp Hughes H-4 Hercules.